# Спасское (Свердловский район)
Спасское — деревня в Свердловском районе Орловской области. Входит в состав Богодуховского сельского поселения.

## География
Деревня расположена на берегу реки Неручь. 
Уличная сеть представлена одним объектом: Спасская улица. 
Географическое положение: в 18 километрах от районного центра — посёлка городского типа Змиёвка, в 43 километрах от областного центра — города Орёл и в 340 километрах от столицы — Москвы.

## Население
| 2010 |
| ---- |
| 8    |